# DDH-976 문무대왕
DDH-976 문무대왕(文武大王)은 스텔스 기능을 갖춘 대한민국 충무공이순신급 구축함의 2번함이다.

## 이름의 기원
신라의 문무대왕(문무왕)에서 유래되었다. 문무왕은 삼국을 통일한 신라 제30대 왕으로, 김춘추(태종무열왕)와 문명왕후(김유신의 둘째 누이) 사이에서 난 맏아들이다. 문무대왕함은 문무왕의 유언인 "죽어서도 용이 되어 바다를 지키겠다"라는 신념을 이어 받아 명명되었다.

## 활동

### 림팩 2006
림팩 2006에서 림팩 훈련 참가 최초로, 문무대왕함 함장 이기식 대령이 다국적 해군 함대를 지휘했다. 이 훈련에서 문무대왕함은 함대공 미사일인 SM-2 미사일을 발사하였으며, 시민단체 자주국방네트워크 회원들이 기증한 9m X 6m 크기의 대형 태극기를 게양하였다.

### 림팩 2008
림팩 2008에서 림팩 훈련 참가, 문무대왕함 함장 박동우 대령이 지휘했다. 이번 훈련에서 문무대왕함은 함대함미사일인 RAM을 최초로 발사하였으며 함대공 미사일인 SM-2미사일을 발사하였다.

### 소말리아 파병
- 2009년 3월 13일과 2011년 8월 12일, 2013년 12월 27일에 소말리아에 파병되었다.
- 2018년 2월 13일과 2018년 9월 20일까지 221일 동안 청해부대 역사상 최장기간 임무를 수행하였다.
- 2021년 2월 8일부터 2021년 7월 20일까지 소말리아 및 기니만으로 파병되었다.

## 같이 보기
- 청해 부대
- 문무대왕함 코로나19 집단감염